# 한중대학교 축구부
한중대학교 축구부(영어: Hanzong University  Football Club)는 대한민국 강원특별자치도 동해시에 위치한 대학교 축구부이다. 한중대학교에서 운영하는 대학 축구부이며, 2007년에 창단되었으며, 2022년 기준 축구부는 해체된 상태이다.

## 참고 문헌
- “KFA 통합경기정보 시스템”. 대한축구협회.

## 같이 보기
- 한중대학교